# Nymania capensis
Nymania capensis är en tvåhjärtbladig växtart som först beskrevs av Carl Peter Thunberg, och fick sitt nu gällande namn av Sextus Otto Lindberg. Nymania capensis ingår i släktet Nymania och familjen Meliaceae. Inga underarter finns listade i Catalogue of Life.